# مارکو گالی
مارکو گالی (ایتالیایی: Marco Galli; ۵ مارس ۱۹۵۷ – ۳ اکتبر ۱۹۸۸) بازیکن واترپلو اهل ایتالیا بود. وی در بازی‌های المپیک تابستانی ۱۹۸۴ شرکت کرده‌است.